# Ivan Vogrin
Ivan Vogrin, slovenski politik, poslanec, podjetnik in ekonomist *, 13. april 1960, Maribor.
Leta 1993 je v domačem hlevu uredil delavnico, iz katere je nastalo podjetje Interles, ki se ukvarjalo s trgovino in proizvodnjo stavbnega pohištva ter s storitvami. Leta 1998 je bil izvoljen za župana Občine Lenart in ostal na položaju do leta 2006. Na državnozborskih volitvah leta 2011 je kandidiral na listi DLGV in bil izvoljen za mandatno obdobje 2011-2015. Aprila 2012 je istopil iz poslanske skupine DLGV in postal samostojni poslanec.

### Težave Interlesa
Interles je leta 2012 zašel v likvidnostne težave. Kupci so trdili, da so ostali brez naročenih oken in denarja ter da se Vogrin na klice ne odziva. Tri zasebna podjetja so ga tožila zaradi dolgov, vendar je bil oproščen.

### Kritike
Revija Mladina je omenila njegovo ljubezen do pogrošne literature o osebnostni rasti, monopol njegovega podjetja nad menjavo oken v občini, ki jo je vodil ter glasbeni CD Skupaj na poti življenja, ki ga je izdal ob 10. obletnici Interlesa. Omenjeni CD je bil v isti reviji deležen tudi najnižje ocene zaradi cenene glasbe, slabega petja in neumnih besedil. Na njem je Vogrin zapel tudi pesem z verzi: »Šola je vsa okrašena, ponosno predstavlja domači se kraj, glej tam v revirju lovec stoji, ponosno v rokah svoj plen drži«, kar je ocenjevalec porogljivo označil za refren tedna. Poleg Vogrina sta na tem izdelku sodelovala še njegov sin in Edvin Fliser.